# アポロニア砦
アポロニア砦（Fort Apollonia）は、ガーナのベイン（Beyin）にある要塞。アポロニアという名前は、2月9日、聖アポロニアの日にここに到達したポルトガルの探検家によって付けられた地名である。

## 歴史
スウェーデンは、1655年から1657年の間にスウェーデン領黄金海岸の一部としてアポロニアに交易所を設立した。 1691年、イギリスの交易所がこの場所に建てられ、1768年から1770年の間に砦へと拡大された。
ンゼマ族の族長ナナ・アメニヒヤ・クパニインリが、オランダに対抗するためにイギリスに砦の建築許可を与えたことで作られた。このため、他の黄金海岸の砦が奴隷の保管所としての機能を強く持つのに対して、この砦はそうではなかった。
奴隷貿易の廃止後、砦は1819年に放棄されたが、1836年から復活した。
砦は1868年に、イギリスとオランダの間の大規模な砦の交換（Anglo-Dutch Gold Coast Treaty (1867)）の結果としてオランダに移管され、オランダのウィレム3世にちなんで、ウィレム3世砦と改名された。しかし、4年後の1872年4月6日、1871年のゴールドコースト条約（Anglo-Dutch Treaties of 1870–1871）に従って、砦はオランダ領黄金海岸全体とともに再度イギリス領となった。

## 現在の状況
1873年、アシャンティとの戦争（アングロ・アシャンティ戦争）の際に、イギリスの砲艦が砦を砲撃して破壊した。1962年から修復が行われ、1968年にガーナ博物館記念碑委員会（Museums and Monuments Board）によって完成した。
2010年からンゼマ文化歴史博物館として一般公開されている。